# Aldair
Aldair Nascimento dos Santos, známý jako Aldair (* 30. listopadu 1965, Ilhéus), je bývalý brazilský fotbalista. Nastupoval především na postu středního obránce.
S brazilskou fotbalovou reprezentací vyhrál mistrovství světa roku 1994 v USA a Konfederační pohár FIFA 1997. Získal stříbrnou medaili na mistrovství světa ve Francii roku 1998, bronzovou medaili na letních olympijských hrách v Atlantě roku 1996 a dvakrát též vyhrál Copa América (1989, 1997). Celkem za brazilský národní tým odehrál 81 zápasů a vstřelil 3 góly.
S týmem AS Řím, kde působil v letech 1990–2003, vyhrál italskou ligu (2001/02) a získal italský pohár (1990/91). Je též členem Síně slávy AS Řím.
Roku 2008 získal jako „legenda fotbalu“ ocenění Golden Foot, čímž byl uveden do elitního klubu nejlepších fotbalistů historie.